# Barra obliqua inversa

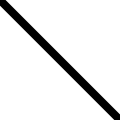
Exemple de barra oblíqua inversa.

La barra obliqua inversa, també anomenada col·loquialment contrabarra, és un signe tipogràfic molt usat en informàtica (on sol rebre el nom de caràcter d'escapada), com a indicador per separar la unitat de disc dels arxius, o indicar que el caràcter que segueix ha de tenir un tractament especial en programació (llenguatge BASIC). S'escriu (\) i el seu origen cal buscar-lo en els operadors lògics de conjunció i disjunció (es pretenia que pogués formar-los juntament amb la barra obliqua ordinària). En els teclats japonesos a vegades s'escriu igual que el símbol del ien